# Verbesina sericea
Verbesina sericea là một loài thực vật có hoa trong họ Cúc. Loài này được Kunth & Bouché miêu tả khoa học đầu tiên năm 1848.